# Wilhelm Sihler
Wilhelm Sihler, auch William Sihler (* 12. November 1801 in Bernstadt a. d. Eigen; † 27. Oktober 1885 in Fort Wayne, Indiana) war ein deutscher lutherischer Pfarrer in Fort Wayne, Indiana.

## Leben
Sihler studierte von 1826 bis 1829 Evangelische Theologie in der Universität Berlin und wurde dort von Friedrich Schleiermacher beeinflusst. Als Lehrer in Breslau und Dresden wandelte er sich unter dem Einfluss von Johann Gottfried Scheibel und Andreas Gottlob Rudelbach zum Neuluthertum und entschied sich gegen ein Pfarramt in Deutschland. Von 1838 bis 1843 arbeitete er als Hauslehrer im Baltikum. Durch den im Februar 1843 von Friedrich Conrad Dietrich Wyneken, damaligem Pfarrer in Fort Wayne, veröffentlichten und von Wilhelm Löhe in Deutschland verbreiteten „Notruf“ auf den starken Pfarrermangel der deutschen Lutheraner im Mittleren Westen der USA aufmerksam gemacht, ließ sich Sihler mit zehn weiteren jungen Theologen dorthin senden. 1844 wurde er in der Evangelical Joint Synod of Ohio and Other States ordiniert und wirkte kurzzeitig als Pastor und Lehrer in Pomeroy (Ohio), bis er 1845 Nachfolger Wynekens an der St. Paul's Lutheran Church in Fort Wayne wurde. Von 1846 bis 1861 war er daneben Präsident eines Predigerseminars zur Ausbildung von Pastoren für die deutschen Einwanderergemeinden. Nachdem er zusammen mit Carl Ferdinand Wilhelm Walther und anderen am 26. April 1847 in Chicago die „Deutsche Evangelisch-Lutherische Synode von Missouri, Ohio und anderen Staaten“ (die spätere Lutheran Church – Missouri Synod) gegründet hatte, ging aus dem Seminar das Concordia Theological Seminary hervor.
Sihler veröffentlichte neben seiner Autobiographie vor allem Predigtbände. Er wird von manchen amerikanischen Lutheranern als „Vater des Luthertums in Nordamerika“ bezeichnet.
Aus Sihlers 1846 geschlossener Ehe mit Susanna Kern gingen neun Kinder hervor, darunter der Altphilologe Ernest Gottlieb Sihler.

## Schriften (Auswahl)
- Lebenslauf von W. Sihler: Auf mehrfaches Begehren von ihm selber beschrieben. Band 1 u. 2. St. Louis 1879/80.
- To What Intent Does God Afflict Us With Sickness? In: The Lutheran Witness, July 7, 1883; Volume 2, Number 4, pages 31–32 (online)
- Gespräche zwischen zwei Lutheranern über den Methodismus. 1863 (Englisch: A Conversation Between Two Lutherans on Methodism).